# Хронологія світових рекордів з плавання на дистанції 100 метрів брасом

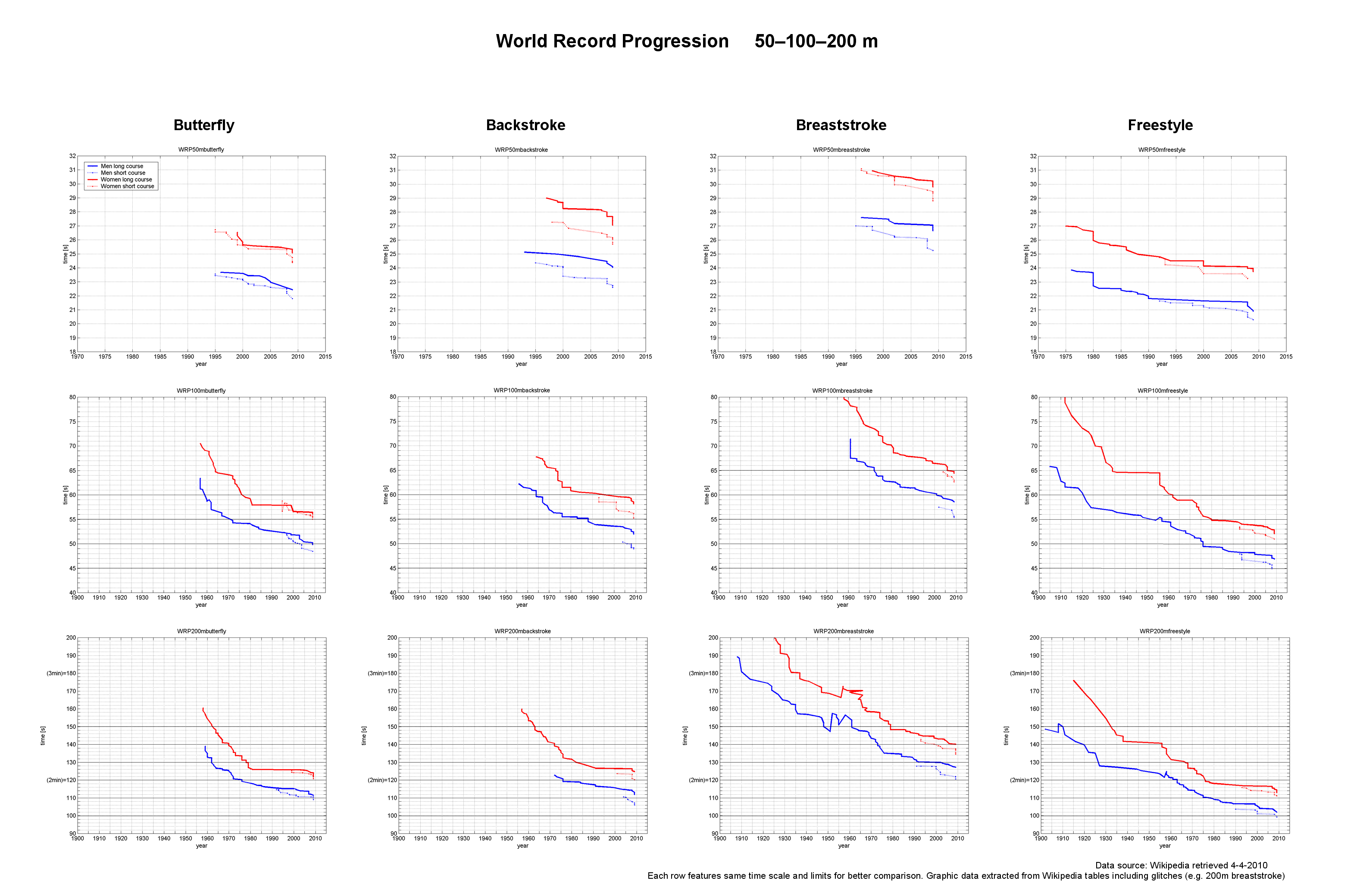
Графіки встановлення світових рекордів з плавання серед чоловіків та жінок на дистанціях 50 м-100 м-200 м на довгій та короткій воді батерфляєм, на спині, брасом і вільним стилем

У цій статті подано хронологію світових рекордів з плавання на дистанції 100 метрів брасом на довгій (50 м) та короткій воді (25 м). Ці рекорди реєструє/визнає Міжнародна федерація плавання (ФІНА), яка наглядає за міжнародними змаганнями з водних видів спорту. Рекорди на довгій воді історично старіші, ніж на короткій, що їх офіційно реєструють від початку 1990-х років.
Різке поліпшення світових рекордів у 2008/2009 роках збіглося в часі з запровадженням поліуретанових плавальних костюмів фірм Speedo (LZR, 50% поліуретану) 2008 року та Arena (X-Glide), Adidas (Hydrofoil), Jaked (всі зі 100% поліуретану) 2009 року. У січні 2010 ФІНА заборонила плавальні костюми зроблені з будь-якого матеріалу окрім текстилю. Крім того, FINA опублікувала список дозволених плавальних костюмів.

## Чоловіки

### На довгій воді
| Час     | Ім'я                 | Країна          | Дата             | Місце проведення                                     |
| ------- | -------------------- | --------------- | ---------------- | ---------------------------------------------------- |
| 1:11.4  | Леонід Колесников    | СРСР            | 2 травня 1961    | Москва, Союз Радянських Соціалістичних Республік     |
| 1:11.1  | Чет Джастремскі      | США             | 2 липня 1961     | Чикаго (США)                                         |
| 1:10.8  | Ґюнтер Тіттес        | НДР             | 5 липня 1961     | Східний Берлін, Німецька Демократична Республіка     |
| 1:10.7  | Чет Джастремскі      | США             | 28 липня 1961    | Токіо (Японія)                                       |
| 1:10.0  | Чет Джастремскі      | США             | 30 липня 1961    | Токіо (Японія)                                       |
| 1:09.5  | Чет Джастремскі      | США             | 3 серпня 1961    | Осака (Японія)                                       |
| 1:07.8  | Чет Джастремскі      | США             | 20 серпня 1961   | Лос-Анджелес (США)                                   |
| 1:07.5  | Чет Джастремскі      | США             | 20 серпня 1961   | Лос-Анджелес (США)                                   |
| 1:07.4  | Сергій Прокопенко    | СРСР            | 26 березня 1964  | Баку, Союз Радянських Соціалістичних Республік       |
| 1:06.9  | Сергій Прокопенко    | СРСР            | 3 вересня 1964   | Москва, Союз Радянських Соціалістичних Республік     |
| 1:06.7  | Володимир Косинський | СРСР            | 8 листопада 1967 | Ленінград, Союз Радянських Соціалістичних Республік  |
| 1:06.4  | Jose Fiolo           | Бразилія        | 19 лютого 1968   | Ріо-де-Жанейро, Бразилія                             |
| 1:06.2  | Микола Панкін        | СРСР            | 18 квітня 1968   | Москва, Союз Радянських Соціалістичних Республік     |
| 1:05.8  | Микола Панкін        | СРСР            | 20 квітня 1969   | Магдебург, Німецька Демократична Республіка          |
| 1:05.68 | Джон Генкен          | США             | 29 серпня 1972   | Мюнхен, Федеративна Республіка Німеччина (1949—1990) |
| 1:05.13 | Таґуті Нобутака      | Японія          | 29 серпня 1972   | Мюнхен, Федеративна Республіка Німеччина (1949—1990) |
| 1:04.94 | Таґуті Нобутака      | Японія          | 30 серпня 1972   | Мюнхен, Федеративна Республіка Німеччина (1949—1990) |
| 1:04.35 | Джон Генкен          | США             | 4 вересня 1973   | Белград, Югославія                                   |
| 1:04.02 | Джон Генкен          | США             | 4 вересня 1973   | Белград, Югославія                                   |
| 1:03.88 | Джон Генкен          | США             | 31 серпня 1974   | Конкорд (США)                                        |
| 1:03.88 | Джон Генкен          | США             | 19 липня 1976    | Монреаль (Канада)                                    |
| 1:03.62 | Джон Генкен          | США             | 19 липня 1976    | Монреаль (Канада)                                    |
| 1:03.11 | Джон Генкен          | США             | 20 липня 1976    | Монреаль (Канада)                                    |
| 1:02.86 | Ґеральд Меркен       | ФРН             | 18 серпня 1977   | Єнчепінг (Швеція)                                    |
| 1:02.62 | Стів Лундквіст       | США             | 19 липня 1982    | Мішн-В'єхо (США)                                     |
| 1:02.53 | Стів Лундквіст       | США             | 21 серпня 1982   | Індіанаполіс (США)                                   |
| 1:02.34 | Стів Лундквіст       | США             | 6 серпня 1983    | Кловіс (США)                                         |
| 1:02.28 | Стів Лундквіст       | США             | 17 серпня 1983   | Каракас, Венесуела                                   |
| 1:02.13 | Джон Моффет          | США             | 25 червня 1984   | Індіанаполіс (США)                                   |
| 1:01.65 | Стів Лундквіст       | США             | 29 липня 1984    | Лос-Анджелес (США)                                   |
| 1:01.49 | Адріан Мургаус       | Велика Британія | 15 серпня 1989   | Бонн, Федеративна Республіка Німеччина (1949—1990)   |
| 1:01.49 | Адріан Мургаус       | Велика Британія | 25 січня 1990    | Окленд (Нова Зеландія) (Нова Зеландія)               |
| 1:01.49 | Адріан Мургаус       | Велика Британія | 26 липня 1990    | Лондон (Велика Британія)                             |
| 1:01.49 | Норберт Рожа         | Угорщина        | 7 січня 1991     | Перт (Австралія)                                     |
| 1:01.45 | Норберт Рожа         | Угорщина        | 7 січня 1991     | Перт (Австралія)                                     |
| 1:01.45 | Vasili Ivanov        | СРСР            | 11 червня 1991   | Москва, Союз Радянських Соціалістичних Республік     |
| 1:01.29 | Норберт Рожа         | Угорщина        | 20 серпня 1991   | Афіни, Греція                                        |
| 1:00.95 | Карой Гюттлер        | Угорщина        | 3 серпня 1993    | Шеффілд (Велика Британія)                            |
| 1:00.60 | Фредерік Дебергґреве | Бельгія         | 20 липня 1996    | Атланта (США)                                        |
| 1:00.36 | Роман Слуднов        | Росія           | 15 червня 2000   | Москва (Росія)                                       |
| 1:00.29 | Ед Мозес             | США             | 28 березня 2001  | Остін (США)                                          |
| 1:00.26 | Роман Слуднов        | Росія           | 28 червня 2001   | Москва (Росія)                                       |
| 59.97   | Роман Слуднов        | Росія           | 29 червня 2001   | Москва (Росія)                                       |
| 59.94   | Роман Слуднов        | Росія           | 23 липня 2001    | Фукуока (Японія)                                     |
| 59.78   | Кітаджіма Косуке     | Японія          | 21 липня 2003    | Барселона (Іспанія)                                  |
| 59.30   | Брендан Гансен       | США             | 8 липня 2004     | Лонг-Біч (США)                                       |
| 59.13   | Брендан Гансен       | США             | 1 серпня 2006    | Ірвайн (США)                                         |
| 58.91   | Кітаджіма Косуке     | Японія          | 11 серпня 2008   | Пекін (Китай)                                        |
| 58.58   | Брентон Рікард       | Австралія       | 27 липня 2009    | Рим (Італія)                                         |
| 58.46   | Камерон ван дер Бург | ПАР             | 29 липня 2012    | Лондон, UK                                           |
| 57.92   | Адам Піті            | Велика Британія | 17 квітня 2015   | Лондон, UK                                           |
| 57.55   | Адам Піті            | Велика Британія | 6 серпня 2016    | Ріо-де-Жанейро (Бразилія)                            |
| 57.13   | Адам Піті            | Велика Британія | 7 серпня 2016    | Ріо-де-Жанейро (Бразилія)                            |
| 57.10   | Адам Піті            | Велика Британія | 4 серпня 2018    | Глазго (Велика Британія)                             |
| 56.88   | Адам Піті            | Велика Британія | 21 липня 2019    | Кванджу (Південна Корея)                             |

### На короткій воді
| Час   | Ім'я                 | Країна          | Дата              | Місце проведення       |
| ----- | -------------------- | --------------- | ----------------- | ---------------------- |
| 59.30 | Дмитро Волков        | СРСР            | 10 лютого 1990    | Бонн (ФРН)             |
| 59.07 | Філ Роджерс          | Австралія       | 27 серпня 1993    | Мельбурн (Австралія)   |
| 59.02 | Фредерік Дебергґреве | Бельгія         | 17 лютого 1996    | Бастонь (Бельгія)      |
| 58.79 | Фредерік Дебергґреве | Бельгія         | 4 грудня 1998     | Техас (США)            |
| 58.51 | Роман Слуднов        | Росія           | 17 березня 2000   | Афіни (Греція)         |
| 58.05 | Ед Мозес             | США             | 24 березня 2000   | Міннеаполіс (США)      |
| 57.66 | Ед Мозес             | США             | 24 березня 2000   | Міннеаполіс (США)      |
| 57.47 | Ед Мозес             | США             | 23 січня 2002     | Стокгольм (Швеція)     |
| 56.88 | Камерон ван дер Бург | ПАР             | 9 листопада 2008  | Москва (Росія)         |
| 55.99 | Камерон ван дер Бург | ПАР             | 9 серпня 2009     | Пітермаріцбург (ПАР)   |
| 55.61 | Камерон ван дер Бург | ПАР             | 15 листопада 2009 | Берлін (Німеччина)     |
| 55.49 | Адам Піті            | Велика Британія | 15 листопада 2020 | Будапешт (Угорщина)    |
| 55.41 | Адам Піті            | Велика Британія | 22 листопада 2020 | Будапешт (Угорщина)    |
| 55.34 | Ілля Шиманович       | Білорусь        | 19 грудня 2020    | Берестя, Belarus       |
| 55.32 | Ілля Шиманович       | Білорусь        | 19 листопада 2021 | Ейндговен (Нідерланди) |
| 55.28 | Ілля Шиманович       | Білорусь        | 26 листопада 2021 | Ейндговен (Нідерланди) |

## Жінки

### На довгій воді
| Час     | Ім'я                  | Країна    | Дата            | Місце проведення                                              |
| ------- | --------------------- | --------- | --------------- | ------------------------------------------------------------- |
| 1:20.3  | Карін Беєр            | НДР       | 20 липня 1958   | Берлін, Німецька Демократична Республіка                      |
| 1:19.6  | Карін Беєр            | НДР       | 12 вересня 1958 | Лейпциг, Німецька Демократична Республіка                     |
| 1:19.1  | Вільтруд Урзельманн   | ФРН       | 12 березня 1960 | Цюрих (Швейцарія)                                             |
| 1:19.0  | Урсула Кюпер          | НДР       | 14 липня 1960   | Лейпциг, Німецька Демократична Республіка                     |
| 1:18.2  | Барбара Ґебель        | НДР       | 1 липня 1961    | Росток, Німецька Демократична Республіка                      |
| 1:17.9  | Клаудія Колб          | США       | 11 липня 1964   | Лос-Анджелес (США)                                            |
| 1:17.2  | Світлана Бабаніна     | СРСР      | 3 вересня 1964  | Москва, Союз Радянських Соціалістичних Республік              |
| 1:16.5  | Світлана Бабаніна     | СРСР      | 11 травня 1965  | Ташкент, Союз Радянських Соціалістичних Республік             |
| 1:16.4  | Кеті Болл             | США       | 15 липня 1966   | Вінтер-Парк (Флорида) (США)                                   |
| 1:15.7  | Галина Прозуменщикова | СРСР      | 17 липня 1966   | Ленінград, Союз Радянських Соціалістичних Республік           |
| 1:15.6  | Кеті Болл             | США       | 28 грудня 1966  | Форт-Лодердейл (США)                                          |
| 1:14.8  | Кеті Болл             | США       | 31 липня 1967   | Вінніпег (Канада)                                             |
| 1:14.6  | Кеті Болл             | США       | 19 серпня 1967  | Філадельфія (США)                                             |
| 1:14.2  | Кеті Болл             | США       | 25 серпня 1968  | Лос-Анджелес (США)                                            |
| 1:13.58 | Кеті Карр             | США       | 2 вересня 1972  | Мюнхен, Федеративна Республіка Німеччина (1949—1990)          |
| 1:12.91 | Ренате Фоґель         | НДР       | 22 серпня 1974  | Відень (Австрія)                                              |
| 1:12.55 | Крістель Юстен        | ФРН       | 23 серпня 1974  | Відень (Австрія)                                              |
| 1:12.28 | Ренате Фоґель         | НДР       | 1 вересня 1974  | Конкорд (США)                                                 |
| 1:11.93 | Карола Нічке          | НДР       | 2 червня 1976   | Берлін, Німецька Демократична Республіка                      |
| 1:11.11 | Ганнелоре Анке        | НДР       | 22 липня 1976   | Монреаль (Канада)                                             |
| 1:10.86 | Ганнелоре Анке        | НДР       | 22 липня 1976   | Монреаль (Канада)                                             |
| 1:10.31 | Юлія Богданова        | СРСР      | 22 серпня 1978  | Західний Берлін, Федеративна Республіка Німеччина (1949—1990) |
| 1:10.20 | Уте Ґевеніґер         | НДР       | 26 травня 1980  | Магдебург, Німецька Демократична Республіка                   |
| 1:10.11 | Уте Ґевеніґер         | НДР       | 24 липня 1980   | Москва, Союз Радянських Соціалістичних Республік              |
| 1:09.52 | Уте Ґевеніґер         | НДР       | 9 квітня 1981   | Гера, Німецька Демократична Республіка                        |
| 1:09.39 | Уте Ґевеніґер         | НДР       | 2 липня 1981    | Берлін, Німецька Демократична Республіка                      |
| 1:08.60 | Уте Ґевеніґер         | НДР       | 8 вересня 1981  | Спліт, Югославія                                              |
| 1:08.51 | Уте Ґевеніґер         | НДР       | 25 серпня 1983  | Рим (Італія)                                                  |
| 1:08.29 | Зільвія Ґераш         | НДР       | 23 серпня 1984  | Москва, Союз Радянських Соціалістичних Республік              |
| 1:08.11 | Зільвія Ґераш         | НДР       | 21 серпня 1986  | Мадрид (Іспанія)                                              |
| 1:07.91 | Зільке Гернер         | НДР       | 21 серпня 1987  | Страсбург (Франція)                                           |
| 1:07.69 | Саманта Райлі         | Австралія | 9 вересня 1994  | Рим (Італія)                                                  |
| 1:07.46 | Пенні Гейнс           | ПАР       | 4 березня 1996  | Дурбан, Південно-Африканська Республіка                       |
| 1:07.02 | Пенні Гейнс           | ПАР       | 21 липня 1996   | Атланта (США)                                                 |
| 1:06.99 | Пенні Гейнс           | ПАР       | 18 липня 1999   | Лос-Анджелес (США)                                            |
| 1:06.95 | Пенні Гейнс           | ПАР       | 18 липня 1999   | Лос-Анджелес (США)                                            |
| 1:06.52 | Пенні Гейнс           | ПАР       | 23 серпня 1999  | Сідней (Австралія)                                            |
| 1:06.37 | Лісель Джонс          | Австралія | 21 липня 2003   | Барселона (Іспанія)                                           |
| 1:06.20 | Джессіка Гарді        | США       | 25 липня 2005   | Монреаль (Канада)                                             |
| 1:05.71 | Лісель Джонс          | Австралія | 3 лютого 2006   | Мельбурн (Австралія)                                          |
| 1:05.09 | Лісель Джонс          | Австралія | 20 березня 2006 | Мельбурн (Австралія)                                          |
| 1:04.84 | Ребекка Соні          | США       | 27 липня 2009   | Рим (Італія)                                                  |
| 1:04.45 | Джессіка Гарді        | США       | 7 серпня 2009   | Федерал-Вей, Вашингтон                                        |
| 1:04.35 | Рута Мейлутіте        | Литва     | 29 липня 2013   | Барселона (Іспанія)                                           |
| 1:04.13 | Ліллі Кінг            | США       | 25 липня 2017   | Будапешт (Угорщина)                                           |

### На короткій воді
| Час       | Ім'я            | Країна    | Дата              | Місце проведення   |
| --------- | --------------- | --------- | ----------------- | ------------------ |
| 1:06.58   | Дай Ґохун       | КНР       | 4 грудня 1993     | Пальма             |
| 1:05.70   | Саманта Райлі   | Австралія | 1 грудня 1995     | Ріо-де-Жанейро     |
| 1:05.57   | Пенні Гейнс     | ПАР       | Вересень 1999     | Йоганнесбург (ПАР) |
| 1:05.40   | Пенні Гейнс     | ПАР       | 26 вересня 1999   | Дурбан             |
| 1:05.29   | Емма Іґельстрем | Швеція    | 15 березня 2003   | Стокгольм          |
| 1:05.11   | Емма Іґельстрем | Швеція    | 16 березня 2003   | Стокгольм          |
| 1:05.09   | Лісель Джонс    | Австралія | 28 листопада 2003 | Мельбурн           |
| 1:04.79   | Тара Кірк       | США       | 18 березня 2004   | Остін (США)        |
| 1:04.12   | Лісель Джонс    | Австралія | 27 серпня 2006    | Гобарт             |
| 1:03.86   | Лісель Джонс    | Австралія | 28 серпня 2006    | Гобарт (Австралія) |
| 1:03.72   | Лісель Джонс    | Австралія | 26 квітня 2008    | Канберра           |
| 1:03.00   | Лісель Джонс    | Австралія | 14 листопада 2009 | Берлін             |
| 1:02.70   | Ребекка Соні    | США       | 19 грудня 2009    | Манчестер          |
| 1:02.36   | Рута Мейлутіте  | Литва     | 12 жовтня 2013    | Москва (Росія)     |
| 1:02.36 = | Алія Аткінсон   | Ямайка    | 3 грудня 2014     | Доха, Катар        |
| 1:02.36 = | Алія Аткінсон   | Ямайка    | 26 серпня 2016    | Шартр, Франція     |

## Найкращі 25 за увесь час

### Чоловіки на довгій воді
- Актуально станом на жовтень 2023[6]

| Міс. | Час   | Плавець                    | Дата            | Місце          | Пос.   |
| ---- | ----- | -------------------------- | --------------- | -------------- | ------ |
| 1    | 56.88 | Адам Піті (GBR)            | 21 липня 2019   | Кванджу        |        |
| 2    | 57.69 | Цінь Хайян (CHN)           | 24 липня 2023   | Фукуока        | [ 7 ]  |
| 2    | 57.69 | Цінь Хайян (CHN)           | 6 жовтня 2023   | Берлін         | [ 8 ]  |
| 3    | 57.80 | Арно Каммінга (NED)        | 24 липня 2021   | Токіо          | [ 9 ]  |
| 4    | 58.14 | Майкл Ендрю (USA)          | 13 червня 2021  | Омаха          | [ 10 ] |
| 5    | 58.26 | Ніколо Мартіненьї (ITA)    | 19 червня 2022  | Будапешт       | [ 11 ] |
| 5    | 58.26 | Ніколо Мартіненьї (ITA)    | 12 серпня 2022  | Рим            | [ 12 ] |
| 6    | 58.29 | Ілля Шиманович (BLR)       | 24 березня 2019 | Марсель        |        |
| 7    | 58.36 | Нік Фінк (USA)             | 30 червня 2023  | Індіанаполіс   | [ 13 ] |
| 8    | 58.46 | Камерон ван дер Бург (RSA) | 29 липня 2012   | Лондон         |        |
| 8    | 58.46 | Джеймс Вілбі (GBR)         | 22 липня 2019   | Кванджу        |        |
| 10   | 58.58 | Брентон Рікард (AUS)       | 27 липня 2009   | Рим            |        |
| 11   | 58.63 | Ян Цзібей (CHN)            | 22 липня 2019   | Кванджу        |        |
| 12   | 58.64 | Юг Дюбоск (FRA)            | 27 липня 2009   | Рим            |        |
| 12   | 58.64 | Кевін Кордес (USA)         | 23 липня 2017   | Будапешт       |        |
| 14   | 58.67 | Ігор Борисик (UKR)         | 11 червня 2009  | Харків         |        |
| 15   | 58.71 | Александер Дале Оен (NOR)  | 25 липня 2011   | Шанхай         |        |
| 16   | 58.73 | Федеріко Поджо (ITA)       | 14 квітня 2023  | Риччоне        | [ 14 ] |
| 17   | 58.74 | Ендрю Вілсон (USA)         | 14 червня 2021  | Омаха          | [ 15 ] |
| 17   | 58.74 | Лукас Мацерат (GER)        | 23 липня 2023   | Фукуока        | [ 16 ] |
| 19   | 58.78 | Косекі Ясухіро (JPN)       | 16 червня 2018  | Монако         |        |
| 20   | 58.79 | Крістіан Спренджер (AUS)   | 29 липня 2013   | Барселона      |        |
| 21   | 58.83 | Антон Чупков (RUS)         | 26 жовтня 2020  | Казань         |        |
| 22   | 58.85 | Емре Сакчи (TUR)           | 3 серпня 2019   | Стамбул        |        |
| 23   | 58.87 | Коді Міллер (USA)          | 7 серпня 2016   | Ріо-де-Жанейро |        |
| 24   | 58.90 | Кітаджіма Косуке (JPN)     | 2 квітня 2012   | Токіо          |        |
| 25   | 58.92 | Кирило Пригода (RUS)       | 26 липня 2023   | Казань         | [ 17 ] |

#### Нотатки
Нижче подано список інших часів, однакових або кращих за 58.92:
- Адам Піті проплив ще за 57.10 (2018), 57.13 (2016), 57.14 (2019), 57.37 (2021), 57.39 (2021), 57.47 (2017), 57.55 (2016), 57.56 (2021), 57.59 (2019), 57.62 (2016), 57.63 (2021), 57.66 (2021), 57.67 (2021), 57.70 (2021), 57.75 (2017), 57.79 (2017), 57.87 (2019), 57.89 (2018), 57.92 (2015), 58.04 (2018), 58.13 (2020), 58.15 (2019), 58.18 (2015), 58.21 (2017), 58.22 (2021), 58.26 (2021), 58.36 (2016), 58.41 (2016), 58.50 (2019), 58.52 (2015, 2015), 58.56 (2017), 58.58 (2022), 58.59 (2018), 58.60 (2024), 58.61 (2018), 58.68 (2014), 58.72 (2017, 2019), 58.73 (2019), 58.74 (2016, 2016), 58.78 (2018, 2019, 2020), 58.82 (2017, 2021), 58.84 (2018), 58.86 (2017), 58.87 (2021), 58.90 (2020), 58.92 (2019).
- Цінь Хайян проплив ще за 57.76 (2023), 57.82 (2023, 2023), 57.93 (2023), 58.26 (2023), 58.35 (2023), 58.41 (2023), 58.42 (2023), 58.44 (2023), 58.66 (2023), 58.76 (2023), 58.92 (2023).
- Арно Каммінга проплив ще за 57.90 (2021), 58.00 (2021), 58.10 (2021), 58.18 (2021), 58.19 (2021), 58.40 (2021), 58.42 (2021), 58.43 (2020), 58.47 (2021), 58.52 (2020, 2021, 2022), 58.61 (2020), 58.62 (2022), 58.64 (2021), 58.65 (2019), 58.68 (2021, 2022, 2023), 58.69 (2020, 2022), 58.71 (2022, 2023), 58.72 (2023), 58.74 (2021), 58.77 (2021), 58.78 (2020), 58.85 (2022), 58.87 (2024), 58.89 (2022), 58.90 (2022).
- Майкл Ендрю проплив ще за 58.19 (2021), 58.51 (2022), 58.62 (2021), 58.67 (2021), 58.73 (2021), 58.78 (2022), 58.82 (2021), 58.84 (2021).
- Ніколо Мартіненьї проплив ще за 58.28 (2022), 58.29 (2021), 58.33 (2021), 58.37 (2021), 58.44 (2022), 58.45 (2021), 58.46 (2022), 58.57 (2022), 58.68 (2021), 58.72 (2023), 58.75 (2019), 58.78 (2022), 58.84 (2024), 58.88 (2021).
- Нік Фінк проплив ще за 58.37 (2022), 58.50 (2021), 58.55 (2022), 58.57 (2024), 58.65 (2022), 58.72 (2023), 58.73 (2024), 58.80 (2021), 58.81 (2022), 58.88 (2023).
- Ілля Шиманович проплив ще за 58.41 (2023), 58.46 (2021), 58.49 (2019), 58.58 (2019), 58.68 (2021), 58.73 (2019), 58.75 (2021), 58.76 (2023), 58.77 (2021), 58.79 (2019), 58.87 (2019).
- Камерон ван дер Бург проплив ще за 58.49 (2015), 58.59 (2015, 2015), 58.69 (2016), 58.83 (2012).
- Джеймс Вілбі проплив ще за 58.58 (2021), 58.64 (2018), 58.66 (2019), 58.76 (2021), 58.80 (2021), 58.83 (2019).
- Ян Цзібей проплив ще за 58.67 (2019), 58.72 (2021), 58.73 (2020), 58.74 (2019), 58.75 (2021), 58.79 (2023), 58.83 (2020), 58.87 (2021), 58.89 (2021), 58.92 (2017).
- Кевін Кордес проплив ще за 58.74 (2017), 58.79 (2017).
- Лукас Мацерат проплив ще за 58.75 (2023), 58.88 (2023).
- Ендрю Вілсон проплив ще за 58.80 (2021).
- Косекі Ясухіро проплив ще за 58.86 (2018), 58.89 (2019), 58.91 (2016, 2019).
- Крістіан Спренджер проплив ще за 58.87 (2014).
- Кітаджіма Косуке проплив ще за 58.91 (2008).

### Чоловіки на короткій воді
- Актуально станом на грудень 2023[18]

| Міс. | Час   | Плавець                    | Дата              | Місце        | Пос.   |
| ---- | ----- | -------------------------- | ----------------- | ------------ | ------ |
| 1    | 55.28 | Ілля Шиманович (BLR)       | 26 листопада 2021 | Ейндговен    | [ 19 ] |
| 2    | 55.41 | Адам Піті (GBR)            | 22 листопада 2020 | Будапешт     |        |
| 3    | 55.56 | Нік Фінк (USA)             | 5 грудня 2021     | Ейндговен    | [ 20 ] |
| 4    | 55.61 | Камерон ван дер Бург (RSA) | 15 листопада 2009 | Берлін       |        |
| 5    | 55.63 | Ніколо Мартіненьї (ITA)    | 4 листопада 2021  | Казань       | [ 21 ] |
| 6    | 55.74 | Емре Сакчи (TUR)           | 10 листопада 2020 | Будапешт     |        |
| 7    | 55.77 | Юя Хіномото (JPN)          | 16 жовтня 2021    | Токіо        | [ 22 ] |
| 8    | 55.79 | Арно Каммінга (NED)        | 4 листопада 2021  | Казань       | [ 21 ] |
| 9    | 56.02 | Кирило Пригода (RUS)       | 15 грудня 2017    | Копенгаген   |        |
| 10   | 56.11 | Косекі Ясухіро (JPN)       | 26 жовтня 2019    | Токіо        |        |
| 10   | 56.11 | Косекі Ясухіро (JPN)       | 31 жовтня 2020    | Будапешт     |        |
| 11   | 56.15 | Фабіо Скоццолі (ITA)       | 16 грудня 2017    | Копенгаген   |        |
| 12   | 56.16 | Олег Костін (RUS)          | 19 листопада 2017 | Казань       |        |
| 12   | 56.16 | Фабіан Швінґеншлеґль (GER) | 28 жовтня 2021    | Казань       | [ 23 ] |
| 14   | 56.25 | Феліпе Франса Сілва (BRA)  | 4 вересня 2014    | Гуаратінгета |        |
| 14   | 56.25 | Danil Semianinov (RUS)     | 21 листопада 2022 | Казань       | [ 24 ] |
| 15   | 56.29 | Робін ван Аггеле (NED)     | 11 грудня 2009    | Стамбул      |        |
| 15   | 56.29 | Ian Finnerty (USA)         | 17 листопада 2019 | Колледж-Парк |        |
| 18   | 56.30 | Антон Свейн Маккі (ISL)    | 25 жовтня 2020    | Будапешт     |        |
| 19   | 56.31 | Цінь Хайян (CHN)           | 27 жовтня 2022    | Пекін        | [ 25 ] |
| 20   | 56.33 | Володимир Морозов (RUS)    | 1 жовтня 2016     | Пекін        |        |
| 21   | 56.34 | Ян Цзібей (CHN)            | 15 листопада 2018 | Сінгапур     |        |
| 22   | 56.43 | Коді Міллер (USA)          | 12 грудня 2015    | Індіанаполіс |        |
| 22   | 56.43 | Сунь Цзяцзюнь (CHN)        | 27 жовтня 2022    | Пекін        | [ 25 ] |
| 24   | 56.55 | Нейл Версфельд (RSA)       | 11 листопада 2009 | Стокгольм    |        |
| 25   | 56.60 | Феліпе Ліма (BRA)          | 10 серпня 2021    | Сан-Паулу    |        |

#### Нотатки
Нижче подано список інших часів, однакових або кращих за 56.60:
- Ілля Шиманович проплив ще за 55.32 (2021), 55.34 (2020), 55.45 (2021), 55.49 (2020), 55.59 (2021), 55.70 (2021), 55.77 (2021), 55.83 (2020), 56.04 (2020, 2021), 56.10 (2018), 56.20 (2021), 56.26 (2022), 56.43 (2018), 56.47 (2018), 56.54 (2021).
- Адам Піті проплив ще за 55.49 (2020), 56.25 (2022), 56.42 (2022).
- Ніколо Мартіненьї проплив ще за 55.80 (2021), 56.01 (2022), 56.07 (2022), 56.39 (2021), 56.46 (2020), 56.54 (2021), 56.57 (2023), 56.60 (2022).
- Арно Каммінга проплив ще за 55.82 (2021), 55.99 (2021), 56.06 (2019, 2021), 56.08 (2021), 56.19 (2021), 56.26 (2021), 56.35 (2021), 56.37 (2023), 56.41 (2021), 56.42 (2021), 56.46 (2021), 56.52 (2023).
- Нік Фінк проплив ще за 55.87 (2021), 55.88 (2022), 56.16 (2020), 56.25 (2022), 56.48 (2021), 56.51 (2021).
- Камерон ван дер Бург проплив ще за 55.99 (2009), 56.01 (2018), 56.60 (2009).
- Косекі Ясухіро проплив ще за 56.13 (2018), 56.42 (2018).
- Емре Сакчи проплив ще за 56.25 (2021), 56.47 (2021).
- Кирило Пригода проплив ще за 56.28 (2017), 56.31 (2018), 56.54 (2022), 56.56 (2018).
- Фабіан Швінґеншлеґль проплив ще за 56.29 (2021).
- Фабіо Скоццолі проплив ще за 56.30 (2018), 56.34 (2021), 56.48 (2018).
- Цінь Хайян проплив ще за 56.33 (2022), 56.38 (2022).
- Danil Semianinov проплив ще за 56.51 (2021).

### Жінки на довгій воді
- Актуально станом на лютий 2024[26]

| Міс. | Час     | Плавчиня                   | Дата            | Місце                   | Пос.   |
| ---- | ------- | -------------------------- | --------------- | ----------------------- | ------ |
| 1    | 1:04.13 | Ліллі Кінг (USA)           | 25 липня 2017   | Будапешт                |        |
| 2    | 1:04.35 | Рута Мейлутіте (LTU)       | 29 липня 2013   | Барселона               |        |
| 3    | 1:04.36 | Юлія Єфімова (RUS)         | 24 липня 2017   | Будапешт                |        |
| 4    | 1:04.45 | Джессіка Гарді (USA)       | 7 серпня 2009   | Федерал-Вей (Вашингтон) |        |
| 5    | 1:04.82 | Татьяна Шенмейкер (RSA)    | 25 липня 2021   | Токіо                   |        |
| 6    | 1:04.84 | Ребекка Соні (USA)         | 27 липня 2009   | Рим                     |        |
| 7    | 1:04.92 | Євгенія Чикунова (RUS)     | 19 квітня 2023  | Казань                  | [ 27 ] |
| 8    | 1:04.95 | Лідія Джейкобі (USA)       | 27 липня 2021   | Токіо                   |        |
| 9    | 1:05.03 | Кеті Мейлі (USA)           | 25 липня 2017   | Будапешт                |        |
| 10   | 1:05.09 | Лісель Джонс (AUS)         | 20 березня 2006 | Мельбурн                |        |
| 11   | 1:05.19 | Аокі Реона (JPN)           | 2 березня 2022  | Токіо                   | [ 28 ] |
| 12   | 1:05.27 | Тан Цяньтін (CHN)          | 13 лютого 2024  | Доха                    | [ 29 ] |
| 13   | 1:05.32 | Цзі Ліпін (CHN)            | 29 серпня 2009  | Пекін                   |        |
| 14   | 1:05.35 | Кеті Фрімен (USA)          | 7 серпня 2009   | Федерал-Вей             |        |
| 15   | 1:05.37 | Енні Лейзор (USA)          | 14 червня 2021  | Омаха                   | [ 30 ] |
| 16   | 1:05.47 | Ці Хуей (CHN)              | 17 жовтня 2009  | Цзінань                 |        |
| 16   | 1:05.47 | Лара ван Нікерк (RSA)      | 2 серпня 2022   | Бірмінгем               | [ 31 ] |
| 18   | 1:05.48 | Кейтлін Доблер (USA)       | 30 червня 2023  | Індіанаполіс            | [ 32 ] |
| 19   | 1:05.55 | Мона Макшеррі (IRE)        | 24 липня 2023   | Фукуока                 | [ 33 ] |
| 20   | 1:05.58 | Анна Елендт (GER)          | 31 березня 2022 | Сан-Антоніо             | [ 34 ] |
| 21   | 1:05.63 | Юй Цзін'яо (CHN)           | 21 вересня 2021 | Сіань                   | [ 35 ] |
| 22   | 1:05.64 | Чень Хуейцзя (CHN)         | 6 грудня 2009   | Гонконг                 |        |
| 23   | 1:05.66 | Софі Ханссон (SWE)         | 25 липня 2021   | Токіо                   |        |
| 24   | 1:05.67 | Аріанна Кастіньліоні (ITA) | 25 червня 2021  | Рим                     | [ 36 ] |
| 25   | 1:05.70 | Бенедетта Пілато (ITA)     | 9 квітня 2022   | Риччоне                 | [ 37 ] |

#### Нотатки
Нижче подано список інших часів, однакових або кращих за 1:05.70:
- Рута Мейлутіте пропливла ще за 1:04.42 (2013), 1:04.52 (2013), 1:04.62 (2023), 1:04.67 (2023), 1:05.06 (2017), 1:05.09 (2023), 1:05.20 (2013), 1:05.21 (2012, 2013, 2014), 1:05.39 (2014), 1:05.46 (2015), 1:05.47 (2012), 1:05.48 (2013), 1:05.56 (2012), 1:05.63 (2014), 1:05.64 (2015), 1:05.65 (2017), 1:05.68 (2015).
- Ліллі Кінг пропливла ще за 1:04.53 (2017), 1:04.72 (2021), 1:04.75 (2023), 1:04.79 (2021), 1:04.93 (2016, 2019), 1:04.95 (2017), 1:05.13 (2019), 1:05.20 (2016, 2017), 1:05.32 (2021, 2021, 2022), 1:05.36 (2018), 1:05.40 (2021), 1:05.44 (2018), 1:05.45 (2023), 1:05.47 (2021), 1:05.54 (2021), 1:05.55 (2021), 1:05.61 (2018), 1:05.65 (2019), 1:05.66 (2019), 1:05.67 (2021, 2022, 2024), 1:05.68 (2019), 1:05.70 (2016, 2021).
- Юлія Єфімова пропливла ще за 1:04.82 (2017), 1:04.98 (2018), 1:05.02 (2013), 1:05.05 (2017), 1:05.24 (2013), 1:05.29 (2013, 2017), 1:05.41 (2009), 1:05.48 (2013), 1:05.49 (2019), 1:05.50 (2016), 1:05.51 (2019), 1:05.53 (2018), 1:05.56 (2019), 1:05.60 (2015, 2017), 1:05.66 (2015, 2017), 1:05.70 (2016).
- Ребекка Соні пропливла ще за 1:04.91 (2011), 1:04.93 (2009, 2010), 1:05.05 (2011), 1:05.34 (2009), 1:05.54 (2011), 1:05.55 (2012), 1:05.57 (2011), 1:05.66 (2009).
- Татьяна Шенмейкер пропливла ще за 1:05.07 (2021), 1:05.22 (2021), 1:05.53 (2023), 1:05.56 (2023).
- Лідія Джейкобі пропливла ще за 1:05.16 (2023), 1:05.28 (2021), 1:05.52 (2021).
- Лісель Джонс пропливла ще за 1:05.17 (2008), 1:05.34 (2008), 1:05.60 (2006), 1:05.64 (2008), 1:05.66 (2010).
- Джессіка Гарді пропливла ще за 1:05.18 (2013), 1:05.52 (2013).
- Тан Цяньтін пропливла ще за 1:05.36 (2024).
- Кеті Мейлі пропливла ще за 1:05.48 (2017), 1:05.51 (2017), 1:05.64 (2015), 1:05.69 (2016).
- Енні Лейзор пропливла ще за 1:05.60 (2021).
- Анна Елендт пропливла ще за 1:05.62 (2022).
- Лара ван Нікерк пропливла ще за 1:05.67 (2022).
- Євгенія Чикунова пропливла ще за 1:05.67 (2023).
- Софі Ханссон пропливла ще за 1:05.69 (2021, 2021).

### Жінки на короткій воді
- Актуально станом на грудень 2023[38]

| Міс. | Час     | Плавчиня                    | Дата              | Місце          | Пос.   |
| ---- | ------- | --------------------------- | ----------------- | -------------- | ------ |
| 1    | 1:02.36 | Рута Мейлутіте (LTU)        | 12 жовтня 2013    | Москва         |        |
| 1    | 1:02.36 | Алія Аткінсон (JAM)         | 3 грудня 2014     | Доха           |        |
| 1    | 1:02.36 | Алія Аткінсон (JAM)         | 26 серпня 2016    | Шартр          |        |
| 3    | 1:02.50 | Ліллі Кінг (USA)            | 22 листопада 2020 | Будапешт       |        |
| 4    | 1:02.70 | Ребекка Соні (USA)          | 19 грудня 2009    | Манчестер      |        |
| 5    | 1:02.91 | Юлія Єфімова (RUS)          | 3 вересня 2016    | Москва         |        |
| 6    | 1:02.92 | Кеті Мейлі (USA)            | 30 серпня 2016    | Берлін         |        |
| 7    | 1:03.00 | Лісель Джонс (AUS)          | 14 листопада 2009 | Берлін         |        |
| 8    | 1:03.15 | Тан Цяньтін (CHN)           | 28 жовтня 2022    | Пекін          | [ 39 ] |
| 9    | 1:03.21 | Енелі Єфімова (EST)         | 6 грудня 2023     | Остопень       | [ 40 ] |
| 10   | 1:03.30 | Джессіка Гарді (USA)        | 14 листопада 2009 | Берлін         |        |
| 11   | 1:03.50 | Софі Ханссон (SWE)          | 20 грудня 2021    | Абу-Дабі       | [ 41 ] |
| 12   | 1:03.53 | Євгенія Чикунова (RUS)      | 24 листопада 2022 | Казань         | [ 42 ] |
| 13   | 1:03.55 | Бенедетта Пілато (ITA)      | 15 листопада 2020 | Будапешт       |        |
| 14   | 1:03.57 | Моллі Генніс (USA)          | 22 листопада 2020 | Будапешт       |        |
| 15   | 1:03.69 | Енні Лейзор (USA)           | 12 листопада 2020 | Будапешт       |        |
| 16   | 1:03.71 | Ніка Годун (RUS)            | 24 листопада 2022 | Казань         | [ 43 ] |
| 17   | 1:03.73 | Сара Катсуліс (AUS)         | 21 листопада 2009 | Сінгапур       |        |
| 18   | 1:03.74 | Рікке Меллер Педерсен (DEN) | 10 серпня 2013    | Берлін         |        |
| 19   | 1:03.80 | Бріджа Ларсон (USA)         | 20 жовтня 2019    | Льюїсвілл      |        |
| 20   | 1:03.89 | Татьяна Шенмейкер (RSA)     | 25 жовтня 2020    | Пітермаріцбург |        |
| 21   | 1:03.90 | Аріанна Кастіньліоні (ITA)  | 12 вересня 2021   | Неаполь        |        |
| 21   | 1:03.90 | Тес Схаутен (NED)           | 15 грудня 2022    | Мельбурн       | [ 44 ] |
| 23   | 1:03.92 | Мона Макшеррі (IRL)         | 20 грудня 2021    | Абу-Дабі       | [ 41 ] |
| 24   | 1:03.93 | Лара ван Нікерк (RSA)       | 14 грудня 2022    | Мельбурн       | [ 45 ] |
| 25   | 1:03.96 | Монік Нейхейс (NED)         | 5 грудня 2014     | Доха           |        |

#### Нотатки
Нижче подано список інших часів, однакових або кращих за 1:03.96:
- Алія Аткінсон пропливла ще за 1:02.40 (2016), 1:02.54 (2014), 1:02.66 (2020), 1:02.67 (2017), 1:02.68 (2016), 1:03.56 (2020).
- Рута Мейлутіте пропливла ще за 1:02.43 (2014), 1:02.46 (2014), 1:03.07 (2022), 1:03.40 (2022), 1:03.81 (2022).
- Ліллі Кінг пропливла ще за 1:02.67 (2022), 1:03.33 (2022), 1:03.94 (2022).
- Тан Цяньтін пропливла ще за 1:03.47 (2021).
- Лісель Джонс пропливла ще за 1:03.72 (2008).
- Бенедетта Пілато пропливла ще за 1:03.76 (2023).
- Ніка Годун пропливла ще за 1:03.77 (2021).
- Енелі Єфімова пропливла ще за 1:03.79 (2023).